# 福伊斯特靈山
47°44′5″N 13°59′54″E / 47.73472°N 13.99833°E

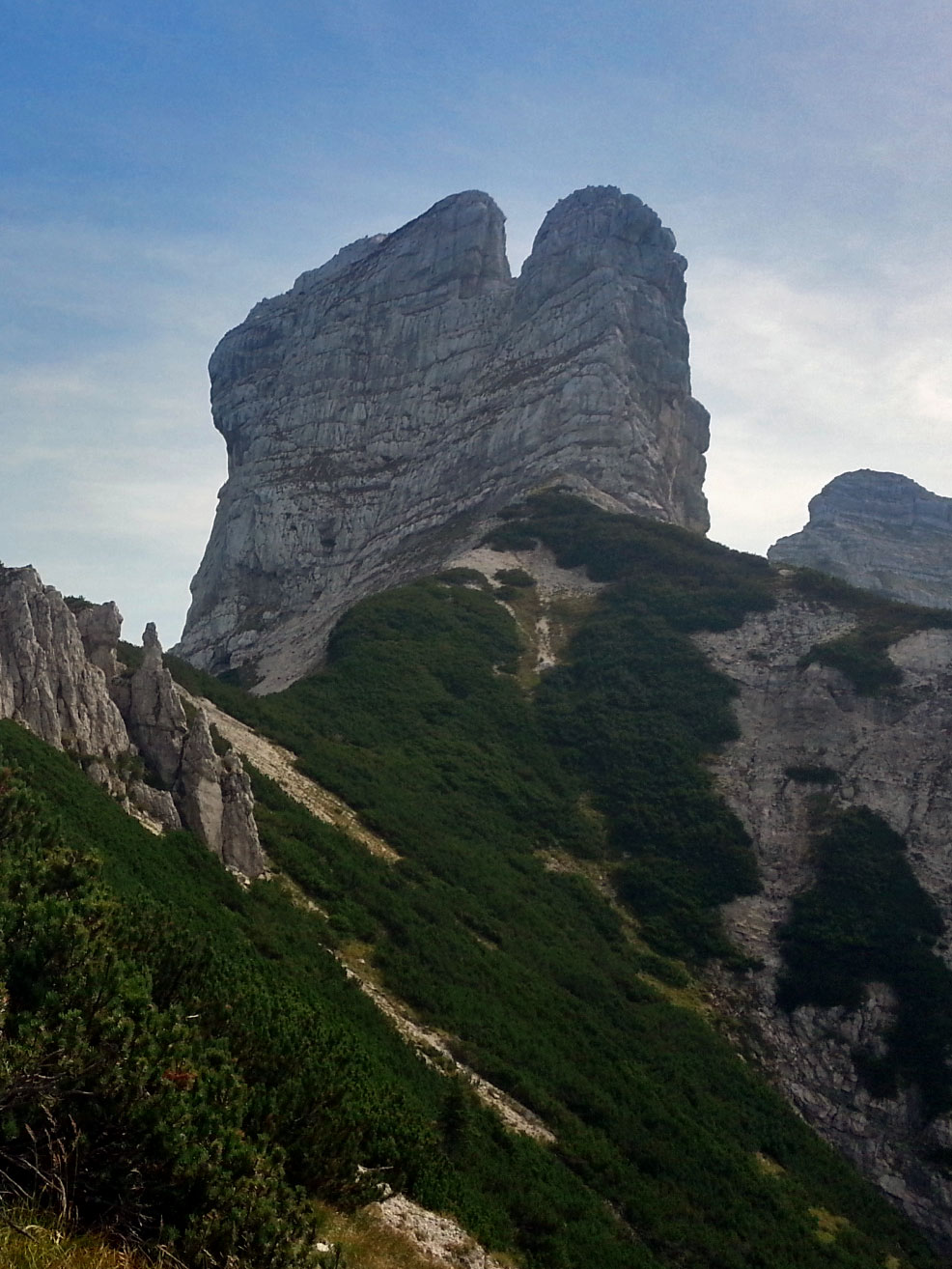

福伊斯特靈山（德語：Fäustling），是奧地利的山峰，位於該國北部，由上奧地利州負責管轄，屬於托特斯山脈的一部分，海拔高度1,919米，該山峰沒有明顯的路徑。